# Osteopatija
Osteopatija je zvrst komplementarne oblike zdravljenja, ki temelji na fizični manipulaciji mišičnega tkiva in kosti. Njeni začetki segajo v ZDA, ko jo je leta 1874 razvil Andrew Taylor Still. Iz ZDA se je razširila po večjem delu sveta. V Evropo jo je prinesel Stillov učenec John Martin Littlejohn in leta 1915 ustanovil šolo v Londonu, ki deluje še danes (University College of Osteopathy). Pri diagnosticiranju in izvajanju terapije se osteopatija poslužuje izključno dela z rokami in sodi med začetnice sodobne manualne terapije. Učinkovitost pri odpravljanju zdravstvenih težav je predmet razprave.
Osteopatija deluje na živčno-mišično-skeletni sistem z namenom izboljšati prizadeto oziroma zmanjšano funkcijo, vključuje pa anamnezo, pregled, postavljanje osteopatske delovne diagnoze s prognozo, izvajanje terapije in svetovanje. Osteopatovo delo je osredotočeno na strukturo telesa (kosti, sklepi, mišice, ovojnice, organi, fascija). Osteopatijo zaznamuje celostni pristop k zdravju človeka, saj išče vzrok funkcionalne motnje, pri tem pa ne obravnava samo simptomov. Zanjo so značilne dodelane ročne tehnike in definirana načela, na podlagi katerih deluje. Na prvi konzultaciji osteopat opravi temeljito anamnezo, kjer s svojim splošnim zdravstvenim znanjem presodi, če je pacient primeren za osteopatsko obravnavo oz. ali je potrebna napotitev k zdravniku ali drugemu zdravstvenemu delavcu. Če osteopat presodi, da je pacient primeren za osteopatsko obravnavo, sledi pregled, ki vsebuje analizo telesne drže, osteopatske, ortopedske in nevrološke teste, ter postavi osteopatsko delovno diagnozo.
Tej sledi terapija, ki vključuje tehnike na mehkih tkivih, mišicah, fasciji, specifične tehnike na malih sklepih hrbtenice ter tehnike za izboljšanje gibljivost večjih sklepov. Edinstvenost osteopatskega pristopa je sočasna uporaba prijemov, ki skrbijo za nenehno kroženje limfe in krvi. Med terapijo osteopat nenehno opazuje pacientovo telo in sproti prilagaja intenziteto terapije. Praviloma sledi razlaga mnenja pacientu in svetovanje.
Tako kot ostale zdravstvene vede tudi osteopatija znanje o človeškem telesu črpa iz poglobljenega študija anatomije, fiziologije ter patologije, vendar pa s to razliko, da je pri obravnavi pacienta pozornost usmerjena v iskanje njegovega zdravja in ne v bolezensko stanje. Osteopat pacientove znake in simptome obravnava le kot ključ, s katerim si pomaga pri iskanju in razumevanju vzroka za nastanek težav in posledičnih kompenzacij. Osteopat ne zdravi, temveč vrača zdravje.

## Načela
- Celostno zdravje je odvisno od zdravja telesa, uma in duha.
- Telo ima sebi lastno sposobnost ohranjanja zdravja.
- Vsaka telesna struktura je odvisna od svoje funkcije in obratno.
- Glavni poudarek je zdravljenje pacienta kot celote in ne le njegove bolezni.

## Panoge
Tekom zgodovine so se skladno z zapletenostjo človeškega telesa razvile tri glavne smeri osteopatije: strukturalna (se osredotoča na sklepe, mišice, fascije, vezi), visceralna (se osredotoča na organe, njihovo prekrvavitvijo ter povezavo med njimi) in kranialna osteopatija (osredotočena na ritem likvorja znotraj ovojnic centralnega živčnega sistema).

## Učinkovitost in varnost
Sodeč po nekaterih raziskavah osteopatski pristopi učinkujejo pri zdravstvenih težavah, kot je nespecifična kronična ali akutna bolečina, predvsem v križu. Po presoji britanskih zdravstvenih oblasti ni dokazov za delovanje na bolečino izven mišičnoskeletnega sistema. Za klinično vrednost nekaterih pristopov, kot je kraniosakralna (kranialna) osteopatija, ni zadostnih dokazov, zato veljajo za psevdoznanost.
Možnosti resnih komplikacij pri zdravljenju so zelo majhne. V razvitem delu sveta so osteopati pogosto del zdravstvenih ekip, ki skupaj z drugimi zdravstvenimi poklici, uspešno odpravljajo številne težave. Povprečno je pri osteopatskem zdravljenju desetkrat manj stranskih učinkov kot v konvencionalnem zdravljenju. Zaradi svoje nežnosti in varnosti je primerna tako za dojenčke kot tudi za osebe v tretjem življenjskem obdobju, obenem pa se izredno povečuje zaželenost osteopatov v športu. V zadnjih letih imajo osteopate v svojih podpornih ekipah številne športne reprezentance po svetu.

## Izobrazba
V Evropi študij osteopatije traja od 4 do 6 let in se večinoma konča z magisterijem. Razlikujemo pa v večini dve glavni smeri študija in sicer za osebe, ki nimajo predhodne zdravstvene izobrazbe ter za tiste, ki zdravstveno izobrazbo že imajo. Po končanem študiju osteopatije, diplomant prejme naziv D.O. (diploma in osteopathy) ter v kolikor je zaključil magistrski študij - MSc (osteopathy) - akademski magisterij oziroma M(Ost) - poklicni magisterij. Od leta 2015 je v Evropi veljaven CEN standard - EN16686 (standard of osteopatic services), ki med drugim določa da mora študent osteopatije po tem letu imeti končan magisterij ter najmanj 1000 ur klinične prakse v osteopatski ustanovi.

## Osteopatija kot zdravstveni poklic
V ZDA in Rusiji so osteopati zdravniki in imajo kot taki vse kompetence kot alopatski zdravniki, lahko predpisujejo zdravila, dajejo protibolečinske blokade.
V Evropi je osteopat samostojen poklic in v nekaterih državah sodi med zdravstvene vede, v nekaterih pa pod komplementarno medicino. Trenutno je v Evropi osteopatija reguliran poklic v desetih državah in sicer v Združenem Kraljestvu Velike Britanije in Severne Irske, Švici, Portugalski, Franciji, Danski, Finski, Islandiji, Malti, Luksemburgu in Liehtenštajšnu. V Italiji in Cipru je osteopatija v procesu regulacije.